# Claudio Echeverri
Claudio Jeremías Echeverri (Resistência, 2 de janeiro de 2006) é um futebolista argentino que atua como meio-campista. Atualmente joga no Manchester City.

## Carreira

### River Plate
Nascido em Resistência, na província de Chaco, Echeverri iniciou sua carreira no Club Luján, antes de realizar testes no River Plate no final de 2016, assinando oficialmente no ano seguinte. Ele chamou a atenção internacional no mundo do futebol pela primeira vez por suas atuações em um torneio infantil em Veneza, na Itália, com o River. Apesar de sua equipe ter terminado em terceiro lugar no torneio, ele marcou nove gols em seis jogos, afirmando que “a verdade é que não estamos felizes [terminando em terceiro], queríamos ser campeões”.
Em outubro de 2022, marcou na estreia pelo time reserva do River, contra o Patronato. Assinou seu primeiro contrato profissional com o River em dezembro do mesmo ano. Em outubro de 2023, foi eleito pelo jornal inglês The Guardian como um dos melhores jogadores nascidos em 2006 em todo o mundo.
Em dezembro de 2023 durante entrevista pós-jogo após a conquista do Trofeo de Campeones com o River Plate, Echeverri anunciou que não renovaria o contrato com o clube, que expira em 31 de dezembro de 2024.
No final de 2023, surgiram rumores que o ligavam ao Barcelona, Manchester City, Chelsea e Paris Saint-Germain. Acabou acertando com o Manchester City.

### Manchester City
Em 25 de janeiro de 2024, Echeverri acertou o contrato com o Manchester City, clube da Premier League, com um contrato de quatro anos e meio. O valor pago pelo clube inglês é de 12,5 milhões de libras esterlina.
Inicialmente o plano era integrá-lo ao elenco principal apenas na temporada 25/26, após uma possível passagem pelo Girona para ganhar experiência. No entanto, em dezembro de 2024, devido a série de lesões que afetou jogadores importantes como Kevin De Bruyne, Phil Foden e Jack Grealish, levou Pep Guardiola a antecipar a chegada do jovem talento, a partir de janeiro de 2025.
Após o seu empréstimo, em janeiro de 2025 foi confirmado sua volta ao City, que ocorrerá após o Campeonato Sul-Americano de Futebol Sub-20. Escolheu o número 30 para sua primeira temporada nos Citizens.
Em 17 de maio de 2025, ele estreou pelo City na derrota por 1 a 0 para o Crystal Palace na final da Copa da Inglaterra de 2025, entrando como substituto de Omar Marmoush aos 31 minutos do segundo tempo. Em 25 de maio, ele fez sua estreia na Premier League em uma vitória por 2 a 0 sobre o Fulham no último jogo da temporada, quando entrou para substituir Erling Haaland aos 40 minutos do segundo tempo. Em 22 de junho, ele marcou seu primeiro gol pelo City na vitória por 6 a 0 contra o Al Ain na fase de grupos do Mundial de Clubes FIFA de 2025.

#### Empréstimo ao River Plate
Após ser anunciado pelo Manchester City, o Grupo City definiu que Echeverri atuará por empréstimo ao River Plate em 2024.
Em 17 de março de 2024, seu primeiro gol oficial foi anotado na Copa da Liga Profissional de Futebol, contra o Gimnasia e Esgrima de la Plata.
No dia 11 de abril de 2024, anotou seu primeiro gol na Copa Libertadores da América, na vitória contra o Nacional, se convertendo no terceiro jogador mais jovem a marcar um gol no torneio jogando pelo Millonario com 18 anos, 3 meses e 9 dias, atrás de Javier Saviola (17 anos, 2 meses, 11 dias) e Fernando Cavenaghi (17 anos, 5 meses e 13 dias), e superou as marcas de Gonzalo Higuaín (18 anos, 4 meses e 24 dias) e Pablo Aimar (18 anos, 5 meses e 6 dias).
Encerrou seu empréstimo em dezembro de 2024, sendo titular do Millonario, com 43 jogos e 4 gols.

## Seleção Argentina

### Sub-17
No dia 15 de março de 2022, disputou sua primeira partida pela seleção nacional, neste caso foi contra os Estados Unidos, El Diablito entrou na etapa final e aos 69' roubou no meio do campo, encarou da esquerda para o centro e deu assistência ao companheiro que não conseguiu finalizar.
Ele participou do Campeonato Sul-Americano Sub-17 de 2023, em março do mesmo ano, no Equador. Ao longo do torneio marcou 5 gols (artilheiro junto com Kauã Elias) e 3 assistências, terminando assim na terceira colocação e se classificando para a Copa do Mundo FIFA Sub-17 de 2023.
Foi convocado para disputar a Copa do Mundo FIFA Sub-17 de 2023. Nas quartas de final ele marcou três gols na vitória por 3 a 0 sobre o Brasil.

### Sub-20
Em outubro de 2024, foi convocado para a Seleção Argentina de Futebol Sub-20, jogando o amistoso contra o Uzbequistão.
Em dezembro de 2024, foi pré convocado para o Campeonato Sul-Americano de Futebol Sub-20, pelo treinador Diego Placente. No dia 6 de janeiro de 2025, foi confirmado na lista final para o Campeonato. Na estreia da seleção argentina na competição, no clássico contra o Sub-20 do Brasil, Echeverri foi o destaque do jogo, marcando dois gols e deu uma assistência.

### Sub-23
Foi convocado para a categoria sub-23 para a disputa do Torneio Pré-Olímpico Sul-Americano Sub-23. A convocatória foi no último momento devido à lesão de Pedro de la Vega. No torneio, Echeverri participou de seis dos sete jogos disputados pela Argentina que conseguiu uma das vagas nos Jogos Olímpicos de Verão de 2024, em Paris. Em março de 2024, foi convocada novamente, esta vez para disputar os amistosos contra a Seleção Sub-23 do México. Foi convocado para representar a Argentina nos Jogos Olímpicos de Verão de 2024. Na estreia, contra o Marrocos, Echeverri começou na reserva, entrando aos 39 minutos do segundo tempo. Ficou na reserva na segunda rodada, contra o Iraque.

## Estilo de jogo
Apelidado de El Diablito, em referência ao ex-jogador boliviano Marco Etcheverry, apelidado de El Diablo, já que ambos compartilham dribles "diabólicos", ritmo em situações um contra um e um chute poderoso, além de um sobrenome semelhante. Ele listou Lionel Messi e o ex-jogador do River Juan Fernando Quintero como dois jogadores que ele idolatra, embora tenha afirmado que modela seu jogo em Matías Suárez. Ao contrário de Messi, ele é destro, mas eles são semelhantes em estatura (171 cm) e compartilham o estilo de drible com centro de gravidade baixo.

## Títulos

### Clubes
River Plateh
- Campeonato Argentino: 2023[57]
- Trofeo de Campeones: 2023[58]
- Supercopa Argentina: 2023[59]

### Prêmios individuais
- Copa do Mundo FIFA Sub-17: Chuteira de Bronze 2023[60]